# Мілк (фільм)
«Мілк» (англ. Milk) — американський біографічний фільм 2008 року режисера Ґаса Ван Сента, присвячений життю борця за права геїв Гарві Мілка — першого в США гомосексуального політика, який публічно заявив про свою нетрадиційну орієнтацію, зумівши після цього перемогти на виборах до державного органу влади. Головну роль зіграв Шон Пенн, а вбивцю Мілка, члена наглядової ради Дена Вайта, втілив Джош Бролін. Після виходу на екрани «Мілк» був позитивно сприйнятий критиками, отримавши також чимало нагород.

## Сюжет
Герой фільму Гарві Мілк (Шон Пенн) разом зі своїм партнером Скоттом Смітом переїздить з Нью-Йорка до Сан-Франциско, де за декілька років перетворюють тихий і патріархальний район міста на гей-квартал.
Цього Мілку здається замало і він прагне у велику політику. Його обирають членом наглядової ради міста, що, природно, не подобається багатьом консервативно настроєним політикам. Куля, випущена з пістолета Дена Уайта (Джош Бролін), однієї з людини, що захищала традиційні цінності, обриває кар'єру і життя Мілка.

## У ролях
- Шон Пенн — Гарві Мілк
- Еміль Гірш — Клів Джонс
- Джош Бролін — Ден Вайт
- Дієго Луна — Джек Ліра
- Джеймс Франко — Скотт Сміт
- Елісон Пілл — Енн Кроненберг
- Віктор Ґарбер — мер Джордж Москоне
- Денис О'Гара — сенатор Джон Бріґґз
- Джозеф Крос — Дік Пебіч
- Стівен Спінелла — Рік Стоукс
- Лукас Грейбіл — Денні Ніколетта
- Бойд Голбрук — Дентон Сміт

## Історія створення
Спроби зняти фільм про життя Гарві Мілка розпочалися після отримання документальною картиною «Пори Гарві Мілка» премії «Оскар». На початку 1990-х розглядалися різні сценарії, але до 2007 року всі проєкти закінчувалися невдачею.
Основна частина фільму Milk була знята на Castro Street і інших вулицях Сан-Франциско, включаючи околиці колишнього магазину Мілка «Castro Camera».
Вихід картини на екрани США присвячений до 30-ї річниці вбивства Мілка. Передпрем'єрний показ фільму відбувся 28 жовтня 2008 року в «гей-кварталі» Кастро (район Сан-Франциско), де жив герой стрічки.

## Нагороди
- номінація на «Золотий глобус», премію BAFTA і на 8 премій Американської кіноакадемії, включаючи премію «Оскар» за найкращий фільм
- перемоги у номінації на премію «Оскар» за найкращу чоловічу роль (Шон Пенн) і премію «Оскар» за найкращий оригінальний сценарій (Дастін Ленс Блек).